# سعيد بن أبي هند
سعيد بن أبي هند المدني، الفزاري، أحد رواة الحديث الثقات، من موالي سمرة بن جندب، حجازي جليل، قال ابن سعد: توفي في خلافة هشام في أولها. قال الذهبي: لعله توفي في حدود سنة عشر ومائة.

## روايته للحديث النبوي
- روى عن: حفص بن عاصم بن عمر بن الخطاب وحميد بن عبد الرحمن الحميري وذكوان مولى عائشة وسعيد بن مرجانة وعبد الله بن عباس وعبيد الله بن عبد الله بن عتبة وعبيدة السلماني ومطرف بن عبد الله بن الشخير وأبو هريرة وأم هانئ بنت أبي طالب.
- روى عنه: أسامة بن زيد الليثي، وابنه عبد الله بن سعيد بن أبي هند وعبد الله بن محمد بن أبي يحيى الأسلمي وليث بن أبي سليم ومحمد بن إسحاق بن يسار والمطلب بن عبد الله بن قيس بن مخرمة وموسى بن عبد الله بن سويد، وموسى بن ميسرة ونافع بن عمر الجمحي ونافع مولى ابن عمر والوليد بن كثير ويزيد بن أبي حبيب.[3][4]

## الجرح والتعديل
أقوال علماء الجرح والتعديل فيه:
- قال أبو عبد الله الحاكم النيسابوري: «يهم لسوء حفظه».
- قال أحمد بن صالح الجيلي: «ثقة».
- قال ابن حجر العسقلاني: «ثقة».
- قال الذهبي: «ثقة مشهور»، ومرة: «كان أحد الأثبات».
- قال محمد بن سعد كاتب الواقدي: «له أحاديث صالحة».[1]